# Théâtre de la Gaîté-Montparnasse
Théâtre de la Gaîté-Montparnasse je soukromé divadlo v Paříži. Sídlí na Rue de la Gaîté ve čtvrti Montparnasse ve 14. obvodu. Jeho kapacita je 401 míst. Budova je od roku 1984 chráněná jako historická památka. .

## Historie
Divadlo založil podnikatel François Jamin s využitím materiálu z demolice divadla pro světovou výstavu 1867. Hudební divadlo bylo otevřeno v září 1868. V divadle vystupovaly například Yvette Guilbertová, následně Colette nebo Maurice Chevalier.
Ale ve 30. letech vyšla hudební divadla z módy. V roce 1933 divadlo převzal umělec Georgius, přejmenoval ho na Studio d’Art Comique, ale o dva roky později zkrachoval. Během druhé světové války se hudební revue vracejí do módy. V letech 1945–1949 divadlo vedla umělkyně Agnès Capri, která jej přeměnila na avantgardní divadlo Théâtre Agnès Capri. V letech 1955–1958 bylo divadlo uzavřeno. Pak ho koupil režisér Michel Fagadau.
Divadlo bylo 3. dubna 1984 vyhlášeno za historickou památku.
V roce 2010 se divadlo stalo zakládajícím členem asociace soukromých pařížských divadel Théâtres parisiens associés.